# Hanns Seidel
Franz Wendelin "Hanns" Seidel ( /ˈzaɪdəl/ ; alemão: [ˈzaɪdəl] ; 12 de outubro de 1901 - 5 de agosto de 1961) foi um político alemão que serviu como primeiro-ministro da Baviera de 1957 a 1960.

## Biografia
Seidel nasceu em Schweinheim, agora parte de Aschafemburgo, um de sete filhos; seus pais eram Johann e Christine Seidel. Ele foi originalmente batizado com o nome de Franz Wendelin, mas logo foi chamado simplesmente de Hanns. Seu pai morreu quando ele tinha sete anos e a partir de então a família passou a viver em relativa pobreza. Apesar dessas circunstâncias, ele conseguiu obter uma boa educação.
Hanns Seidel estudou direito em Jena, Friburgo e Wurtzburgo, onde se formou em 1929. Ele trabalhou como advogado em Aschafemburgo depois disso e se casou com Ilse Tenter, com quem teve dois filhos. Católico convicto, juntou-se ao Partido Popular da Baviera em 1932. Sua franqueza sobre os nazistas logo o colocou em apuros, levando-o a retirar sua candidatura ao conselho municipal de Aschafemburgo. Ele teve que escapar brevemente para Memel (atual Klaipeda) na Prússia Oriental para evitar a prisão, mas voltou para casa logo depois.
Ele foi eleito para o Landtag da Baviera em 1946. Antes disso, as autoridades de ocupação dos EUA já o haviam nomeado Administrador Distrital (Landrat) para Aschafemburgo devido ao fato de ele não ter história política anterior no regime nazista. Como um conservador liberal, ele apoiou a fração multiconfessional de seu partido. Ele se tornou Ministro da Economia em 1947 e ocupou o cargo até a derrota do partido nas eleições de 1954.
Foi ministro da economia da Baviera de 1947 a 1954. Era membro e, de 1955 a 1961, presidente da União Social-Cristã.
Seidel defendeu o modelo liberal e socioeconômico proposto por Ludwig Erhard, então ministro da economia, na convenção partidária da CSU em Straubing em maio de 1949. Os princípios econômicos elaborados pelo Comitê de Trabalho em conjunto da União Democrata-Cristã (CDU) e da União Social-Cristã (CSU) são aquelas da economia social de mercado. A aplicação de tais ideias econômicas, intimamente ligadas ao pensamento ordoliberal, são tidas como as responsáveis pelo chamado Milagre do Reno, termo usado em referência ao rápido crescimento alemão no pós-guerra.
Ele foi uma força importante nos esforços de reconstrução na Baviera do pós-guerra. Ele também era altamente considerado pelo chanceler alemão Konrad Adenauer, que tentou sem sucesso convencê-lo a assumir um cargo no governo federal. Em 1954, ele foi nomeado presidente da oposição. No ano seguinte, ele se tornou presidente do partido na CSU, derrotando Franz Josef Strauß em uma votação altamente contestada. Ele passou então imediatamente a tarefa de modernizar o partido e sua política.
Após as eleições de 1957, ele se tornou o primeiro-ministro da Baviera, em 16 de outubro de 1957. Teve que renunciar ao cargo em 21 de janeiro de 1960 por motivos de saúde e faleceu no ano seguinte, com 59 anos, em Munique .
A Fundação Hanns-Seidel (Hanns-Seidel-Stiftung) foi formada em 1967. Trata-se de uma fundação de pesquisa política financiada pelos contribuintes e estreitamente associada à CSU.